# لیزماهی نواردار
لیزماهی نواردار (نام علمی: Pholis fasciata) نام یک گونه از تیره لیزماهی است.